# 팔렬고등학교
팔렬고등학교(八烈高等學校)는 대한민국 강원특별자치도 홍천군 내촌면 물걸리에 있는 사립 고등학교이다.

## 학교 연혁
- 1963년 2월 25일 : 팔렬 농업 기술 학교 설립인가
- 1963년 3월 1일 : 초대 교장 손용식 선생 취임
- 1964년 11월 24일 : 팔렬 중학교 전환 인가(학년당 1학급)
- 2005년 2월 7일 : 특성화 고등학교(가칭 팔렬고등학교) 설립 계획 승인
- 2005년 5월 17일 : 기숙사 증축공사 준공, 3층 연건평 1,142.22m2
- 2006년 3월 1일 : 팔렬 고등학교 개교 (특성화 고등학교)
- 2021년 1월 1일 : 정창용 이화학원 이사장 취임
- 2023년 12월 29일 : 팔렬고등학교 제16회 졸업식 거행
- 2024년 3월 1일 : 제10대 중고등학교 교장 서용구 선생 취임

## 참고 자료
- 팔렬고등학교 - 한국교육학술정보원 학교알리미